# Marc Van den Hoof
Marc Van den Hoof (Ukkel, 5 mei 1946 – 4 september 2024) was een Vlaams radiopresentator, dichter, saxofonist, docent en columnist. Hij stond vooral bekend als specialist in het muziekgenre jazz.

## Biografie
Van den Hoof studeerde in 1970 af als licentiaat Romaanse filologie aan de Katholieke Universiteit Leuven. Als burgerdienst deed hij ontwikkelingswerk in Rwanda. Na zijn terugkeer gaf hij twee jaar Frans in het Sint-Janscollege in Meldert. Hij was schoonzoon van Bert Leysen, de eerste programmadirecteur televisie van het NIR, de huidige VRT.
In juli 1976 werd Van den Hoof producer bij Radio 1. Twee jaar later werkte hij een tijdlang voor Omroep Brabant. Van den Hoof presenteerde op Radio 2 onder meer De Groote Magazijnen, een programma waarbij men onderzocht hoe dingen precies in elkaar zaten en Crime Time, waarbij Julien Put misdaadverhalen voorlas. Later ging hij werken voor Radio 3, het latere Klara. Bij deze zender presenteerde hij het boekenprogramma Volgeboekt en de jazzprogramma's Come Sunday en Jazz. In 2011 ging hij met pensioen.
Van den Hoof was ook jarenlang docent jazzgeschiedenis aan het Lemmensinstituut in Leuven en maakte deel uit van het productieteam voor Jazz Middelheim. Hij publiceerde geregeld in muziektijdschriften. Een selectie van zijn jazzkronieken en essays werd in 2011 uitgegeven in boekvorm als Double Bill.
Van Hoof overleed begin september 2024 na ziekte. Hij liet een echtgenote en vier kinderen na, onder wie Adriaan Van den Hoof.
Huidig (anno 2022):
Luc Appermont · Cara Cobbaert · Anja Daems · Sandra Deakin · Karolien Debecker · Kim Debrie · Peter De Groot · Lars De Groote · Guy De Pré · Chris Dusauchoit · Dirk Ghijs · Peter Hermans · Wouter Landuyt · Filip Ledaine · Daan Masset · Caren Meynen · Sven Pichal · Marc Pinte · Harald Scheerlinck · Siska Schoeters · Benjamien Schollaert · Showbizz Bart · Sharon Slegers · Jo Van Damme · Niels Vandeloo · Sonny Vanderheyden · Cathérine Vandoorne · Christel Van Dyck · Ruben Van Gucht · Iris Van Hoof · Vanessa Vanhove · Britt Van Marsenille · David Van Ooteghem · Peter Verhulst · Dirk Vlaeyen · Pascal Vranckx · Albrecht Wauters
Voormalig:
Luk Alloo · Johan Anthierens · Nand Baert · Erik Baeyens · Wim Bary · Jos Baudewijn · Flor Berckenbosch · Marcel Beerten · Wilfried Bertels · Marc Brillouet · Els Broeckmans · Fred Brouwers · Edwin Brys · Ro Burms · Walter Capiau · Annemie Coppieters · Harry Creemers · Karel Daerden · Christoff · Conny De Boos · Hein Decaluwé · Jessie De Caluwe · Jo met de Banjo · Gust De Coster · Martin De Jonghe · Paula De Meulder · Els De Vuyst · Frank Dingenen · Michel Follet · Jacky Geerts · Jos Ghysen · Margriet Hermans · Irene Houben · Michel Ilsen · Rita Jaenen · Chris Jonckers · Tante Kaat · Luk de Laat · Jo Leemans · Leki · Kathy Lindekens · Kris Luyten · Micha Marah · Betty Mellaerts · Kaat Mendonck · Freek Neirynck · Line Ooms · Sven Ornelis · Katrien Palmers · Gerard Pollet · Julien Put · Hugo Raspoet · Niko Reynaert · Luk Saffloer · Karel Segers · Lennart Segers · Lutgart Simoens · Rudi Sinia · Dirk Somers · Dré Steemans · Jan Theys · Gene Thomas · Wiet Van Broeckhoven · Marc Van den Hoof · Dieter Vandepitte · Karin Van den Berghe · Thomas Van der Spiegel · Kurt Van Eeghem · Wim Van Gansbeke · Els Van Herzeele · Ilse Van Hoecke · Bert Van Molle · Jan Van Rompaey · Paula Van Wilder · Louis Verbeeck · Karel Vereertbruggen · Herwig Verhovert · Luc Verschueren · Johan Verstreken · Tom Vossen · Eddy Wally · Niels William · Edwin Ysebaert · Zaki